# Artmajeur
Artmajeur est une plateforme en ligne consacrée à l’art créée en 2000 qui permet aux artistes de vendre leurs œuvres d'art et aux acheteurs de découvrir et d'acquérir des œuvres originales et des reproductions. Basée à Montpellier, en France, regroupant des artistes du monde entier,.

## Histoire
Artmajeur a été créé en 2000 par Samuel Charmetant et Yann Sarazin, alors étudiants à l'université de Montpellier 2. La plateforme proposait un service de création de sites internet spécialisé pour les artistes. En 2005, le site a évolué en Portail web artistique, avec l'ajout de services professionnels à destination des artistes comme la création de certificats d'authenticité, ou des certificats de dépôts, permettant de prouver l'antériorité de leurs l'oeuvres.
À partir de 2012, sous l'impulsion d'un directeur artistique, la plateforme propose un service de marketplace permettant la mise en relation directe des acheteurs avec les artistes,, et élargi son offre pour inclure un service d'impressions à la demande et la commercialisation de fichiers numériques avec licence d'exploitation,. Artmajeur a établi des partenariats avec les guides Akoun, PayPal, la Fnac, Daylighted, et co-produit avec Museum TV une série sur l'achat d'art en ligne diffusée en France, Belgique et Canada. Artmajeur participe à des foires d'art internationales, telles que ArtShopping au Carrousel du Louvre à Paris,, ArtUp! à Lille Grand Palais, Art Monaco,, Rochester Contemporary (États-Unis) ou Arte Laguna (Italie), ING CREATIVE FESTIVAL (Dubaï). La plateforme est progressivement rendu disponible en plusieurs langues dont le polonais, grec, turc, chinois et russe.
En 2017 Artmajeur a lancé un magazine, Artmajeur Magazine qui propose des portraits d'artistes et les tendances du marché de l'art.
À partir de 2020, la plateforme investit dans la promotion des œuvres, et se rémunère par une commission sur les ventes. La plateforme revendique 100 000 artistes-vendeurs avec un catalogue de 3 millions d'œuvres,. En 2021, Samuel Charmetant a été nommé au grade de chevalier de l'Ordre national du Mérite par la ministre de la culture Roselyne Bachelot.

## Fonctionnement
Artmajeur est ouvert aux galeries d'art, aux artistes indépendants déjà reconnus sur le marché (Reginald Gray, Leonid Afremov, Laurence Jenkell, Niclas Castelo), ainsi que des artistes émergents du monde entier (Constance Robine), Daria Kolosova, Luc Villard, Jean Turco, Jean-Humbert Savoldelli).
La galerie utilise un mélange d'algorithmes pour présenter les oeuvres puis mettre en relation les artistes et les acheteurs,,. En 2018, avec le soutien de la Bpifrance, la plateforme a mis en place un moteur de reconnaissance d'images similaires utilisant l'intelligence artificielle (IA).

## Impact social
Artmajeur présente des artistes issus de toutes les origines, et sélectionne des fournisseurs engagés dans une réduction de leurs émisions.
Pendant la pandémie de Covid-19, Artmajeur a participé  à l'initiative #ArtistSuportPledge,.